# When the Saints Go Marching In
When the Saint Go Marching In, spesso abbreviato in The Saints, è un gospel spiritual tradizionale statunitense.

## Descrizione
Il brano viene spesso confuso con un inno del 1896 di K. Purvis e J. Milton Black, che era When the Saints are Marching In e che ha tutt'altra origine. Oggi la canzone, sebbene fosse stata concepita come uno spiritual, è maggiormente nota in versioni eseguite da gruppi jazz (un esempio su tutti la versione di Louis Armstrong). Il brano è inoltre utilizzato come inno del Southampton, squadra inglese di calcio soprannominata proprio "The Saints".

## Storia del brano
Originariamente la canzone era utilizzata come marcia funebre, in particolare nella zona di New Orleans, Louisiana, dove vi era una diffusa tradizione dei cosiddetti "funerali jazz".
Ecco come un vecchio musicista di una banda di New Orleans della fine del XIX secolo descrive il tipico funerale jazz:
(Il musicista è Bunk Johnson, citato da Floyd S. in The Power of Black Music )
La canzone è dunque particolarmente associata alla città di New Orleans, tanto che la squadra di football americano venne nominata New Orleans Saints.
Il brano fu ripreso anche da moltissimi artisti, sia in forma vocale che strumentale, tra i quali Louis Armstrong, Danny Kaye, Fats Domino e Bill Haley & His Comets in versione rock and roll, Elvis Presley, James Brown, Jerry Lee Lewis e Bruce Springsteen.
Inoltre è usato come sigla del programma di Rai Radio 1 Radio anch'io.

## Testo

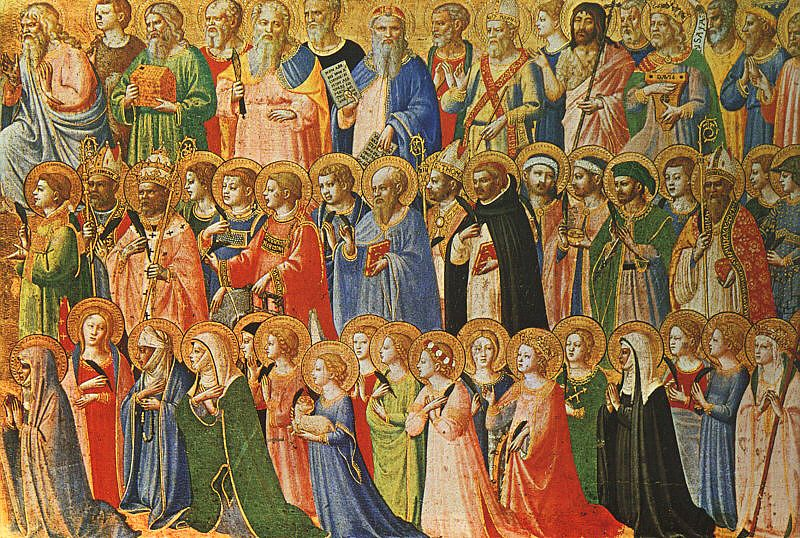
Tutti i Santi, dipinto di Fra Angelico, XV secolo

La canzone riprende molte delle sue immagini dall'Apocalisse di Giovanni: infatti la tromba (dell'Arcangelo Gabriele) è il modo con il quale viene annunciato il giudizio universale. L'inno esprime anche il desiderio di recarsi in Paradiso, insieme alla schiera di tutti i santi.
Esistono numerosissime versioni e varianti, ma una versione piuttosto diffusa è la seguente:
We are trav'ling in the footsteps

Of those who've gone before,

And we'll all be reunited,

On a new and sunlit shore,

Oh, when the saints go marching in 

Oh, when the saints go marching in

Lord, how I want to be in that number

When the saints go marching in

And when the sun refuse to shine

And when the sun refuse to shine

Lord, how I want to be in that number

When the sun refuse to shine

And when the moon turns red with blood

And when the moon turns red with blood

Lord, how I want to be in that number

When the moon turns red with blood

Oh, when the trumpet sounds its call

Oh, when the trumpet sounds its call

Lord, how I want to be in that number

When the trumpet sounds its call

Some say this world of trouble

is the only one we need,

But I'm waiting for that morning,

When the new world is revealed.

Oh, when the new world is revealed

Oh, when the new world is revealed

Lord, how I want to be in that number

When the new world is revealed

Oh, when the saints go marching in 

Oh, when the saints go marching in

Lord, how I want to be in that number

When the saints go marching in
Camminiamo sulle orme

Di coloro che sono già andati,

E saremo tutti riuniti,

In una nuova spiaggia soleggiata,

Oh, quando i santi marceranno

Oh, quando i santi marceranno

Signore, come vorrei essere con loro

Quando i santi marceranno

E quando il sole si rifiuterà di splendere

E quando il sole si rifiuterà di splendere

Signore, come vorrei essere con loro

Quando il sole si rifiuterà di splendere

E quando la luna si arrosserà di sangue

E quando la luna si arrosserà di sangue

Signore, come vorrei essere con loro

Quando la luna si arrosserà di sangue

Oh, quando la tromba suonerà il richiamo

Oh, quando la tromba suonerà il richiamo

Signore, come vorrei essere con loro

Quando la tromba suonerà il richiamo

Alcuni dicono che questo mondo tormentato

sia l'unico a disposizione,

Ma io sto aspettando quel giorno,

Quando il nuovo mondo sarà rivelato.

Oh, quando il nuovo mondo sarà rivelato

Oh, quando il nuovo mondo sarà rivelato

Signore, come vorrei essere con loro

Quando il nuovo mondo sarà rivelato

Oh, quando i santi marceranno 

Oh, quando i santi marceranno

Signore, come vorrei essere con loro

Quando i santi marceranno
(When the Saints Go Marching In)
La frase ripetuta all'inizio di ogni strofa è in genere associata ad arrangiamenti corali basati su schemi chiamata e risposta, ad esempio come segue:
Chiamata (solista): Oh when the Saints
Risposta (coro): Oh when the Saints!

## Versione di Lady Gaga
La cantautrice statunitense Lady Gaga ha inciso una cover soul-funk del brano intitolata Oh, When the Saints, inserita nell'album Harlequin (2024).